# Aethria felderi
Aethria felderi är en fjärilsart som beskrevs av Rothschild 1911. Aethria felderi ingår i släktet Aethria och familjen björnspinnare. Inga underarter finns listade i Catalogue of Life.